# Wijken en buurten in Ubbergen
De voormalige Nederlandse gemeente Ubbergen is voor statistische doeleinden onderverdeeld in wijken en buurten. De gemeente is verdeeld in de volgende statistische wijken:
- Wijk 00 (CBS-wijkcode:028200)

Een statistische wijk kan bestaan uit meerdere buurten. Onderstaande tabel geeft de buurtindeling met kentallen volgens het Centraal Bureau voor de Statistiek (2008):
| CBS-buurtcode | Buurtnaam                                  | Inwonertal | Opp. totaal (ha) | Opp. land (ha) | Ligging                |
| ------------- | ------------------------------------------ | ---------- | ---------------- | -------------- | ---------------------- |
| BU02820000    | Ubbergen                                   | 450        | 72               | 72             | Locatie in de gemeente |
| BU02820001    | Beek                                       | 3460       | 249              | 243            | Locatie in de gemeente |
| BU02820002    | Berg en Dal (gedeeltelijk)                 | 370        | 145              | 145            | Locatie in de gemeente |
| BU02820003    | Ooij                                       | 2040       | 77               | 72             | Locatie in de gemeente |
| BU02820004    | Leuth                                      | 1710       | 57               | 57             | Locatie in de gemeente |
| BU02820005    | Kekerdom                                   | 550        | 45               | 42             | Locatie in de gemeente |
| BU02820006    | Verspreide huizen Beek                     | 40         | 240              | 224            | Locatie in de gemeente |
| BU02820007    | Verspreide huizen Leuth                    | 80         | 354              | 350            | Locatie in de gemeente |
| BU02820008    | Verspreide huizen Kekerdom                 | 40         | 617              | 467            | Locatie in de gemeente |
| BU02820009    | Verspreide huizen Ooij, Persingen, Erlecom | 590        | 2026             | 1722           | Locatie in de gemeente |